# USS Thompson (DD-305)
Za druga plovila z istim imenom glejte USS Thompson.
USS Thompson (DD-305) je bil rušilec razreda Clemson v sestavi Vojne mornarice Združenih držav Amerike.
Rušilec je bil poimenovan po pomorskem častniku Robertu Meansu Thompsonu.

## Zgodovina
V skladu s Londonskim sporazumom o pomorski razorožitvi je bil rušilec 4. aprila 1930 izvzet iz aktivne službe in naslednje leto prodan kot staro železo. A ladjo so sprva preuredili v plavajočo restavracijo, dokler je ni februarja 1944 odkupila Vojna mornarica ZDA in jo nato potopila kot tarčo za letalsko obstreljevanje.